# Metamorfosi di Narciso
Metamorfosi di Narciso è un dipinto di 50,8 × 78,3 cm realizzato tra il 1936 ed il 1937 dal pittore catalano Salvador Dalí. È conservato nella Tate Gallery di Londra.
Questo è il primo quadro in cui utilizza del tutto il suo metodo “critico-paranoico”, che consiste nel guardare un oggetto e vederne, e quindi dipingerne, un altro.

## Descrizione
La suddivisione dell'immagine dipende tanto dai colori quanto dalla trasformazione del personaggio mitologico Narciso, che avviene da sinistra verso destra. Il suo corpo si presenta come un'enorme figura, quasi rocciosa, che giganteggia sul lato sinistro dell'opera. Egli è accucciato in una posizione quasi fetale (elemento che riconduce alla ricerca, da parte del personaggio, della solitudine del grembo materno, prima di nascere) e sembra immerso in una calda ed aurea luminescenza. Nell'acqua su cui siede è visibile il suo riflesso dal quale ha inizio la trasformazione. Sul lato destro del quadro riappare il protagonista mutato in una mano (la metamorfosi è suggerita dalla somiglianza delle sagome delle due figure) che stringe un uovo dal quale nasce un fiore di narciso. I colori di quest'ultima sono più spenti rispetto alla prima, e contribuiscono a renderla realistica. Sullo sfondo si può notare una statua su un piedistallo, raffigurante probabilmente Narciso. La figura doppia ribaltata è tipica delle opere di Dalí: egli riteneva infatti che, attraverso dei passaggi nettamente paranoici, fosse possibile ottenere due figure anatomicamente e figurativamente identiche, anche se queste erano molto differenti.
L'ispirazione per quest'opera proviene da un viaggio che Dalí fece in Italia nel 1936. Si può notare ciò per la scelta iconografica, e per le figure di nudi (presenti sullo sfondo), che rievocano le pose classiche e gli atteggiamenti formali tipici di periodi storici quali quelli del manierismo e del rinascimento, Quest'ultima era una tendenza verso cui Dalí si è spesso diretto, sebbene in modo personale ed ermetico.

## Significati dell'opera
L'opera simboleggia il mito del narcisismo, raffigurato da Narciso che muore e si fossilizza.
Il significato completo dell'opera è comprensibile probabilmente tramite una omonima "poesia paranoica" che scrisse Dalí:
L'immagine è presentata come un'ambigua relazione tra illusione e realtà, in un complesso intreccio di verità e inganno, desiderio e sentimento.
La mano indica l'atto della masturbazione, oppure, secondo altre interpretazioni più probabili, essa simboleggia la morte. Questa ipotesi è suggerita dalla presenza di alcune formiche sul suo pollice che simboleggiano la decomposizione e la caducità dell'esistenza e della vita, nonché da uno sciacallo, presente nella destra del dipinto, che divora una carogna.
Il pittore riteneva che ci fosse uno stretto collegamento tra il significato implicito della morte e la sua interpretazione di narcisismo. La decisione di applicarla anche a quest’opera è avvenuta verso la fine, in quanto nei disegni preparatori, non è presente nulla di questo genere.
L'artista concepì inoltre l'opera per "cimentare" l'osservatore nella trasformazione del protagonista e fece sì che, per lo spettatore, Narciso scomparisse a poco a poco, fino a raggiungere la sua massima metamorfosi.